# Rudolf-Dietrich Nottebohm
Rudolf-Dietrich Nottebohm (* 3. Juli 1937 in Düsseldorf; † 4. Februar 2014 in Neuss) war ein deutscher Autor von Kriminalromanen und Drehbüchern.

## Leben
Rudolf Nottebohm studierte zunächst Volkswirtschaft in Hamburg und Kiel bis zum Abschluss seines Diploms, gefolgt von einem Studium an der Hochschule für Film und Fernsehen in München. Seit 1970 arbeitete er als freier Film- und Fernsehautor. Sein erster Kriminalroman „Per Anruf ins Nirwana“ wurde 1982 in der Reihe der rororo-thriller veröffentlicht und zählt, ebenso wie sein Nachfolger „Dein Blut fließt auch nicht anders“, zu den sozialkritischen Krimis der Achtziger Jahre. Neben den Drehbüchern für Fernsehserien war er auch Autor zahlreicher Reportagen und Dokumentationen.

## Werke  (Auswahl)

### Belletristik
- 1982: Per Anruf ins Nirwana, rororo 2597 OA
- 1984: Dein Blut fließt auch nicht anders, rororo 2682
- 2008: Ibrahim und die heilige Nacht - neue Geschichten zur Weihnacht, Augsburg: St. Ulrich Verlag
- 2013: Es geschah 1913 1944 1989 2010 - Weihnachtsgeschichten, Berlin: epubli

### Sachbücher
- mit Klaus Gallas: Kreta - Ursprung Europas. Mit dem Originaltext von Rudolf Nottebohm zur gleichnamigen Fernsehserie. Hirmer, München, 1984.
- mit Hans-Jürgen Panitz:  Fast ein Jahrhundert  - Luis Trenker. Herbig, München  1987.
- Die Bergauer Krippe - eine Weihnachtsgeschichte. Ludwig, München,  1991.
- mit Birgit Müller: Grüne Genüsse. Gemüserezepte aus der Toskana. Texte und Rezepte: Birgit Müller. Fotogr. und Bildüberschriften: Rudolf Nottebohm.Hugendubel,  München 1993.

### Drehbücher
(Quelle: Krimilexikon)
- 1974: Engadiner Bilderbogen (ZDF, 13 Episoden, Regie: Gerd Oelschlegel)
- 1976: Ein Fall für Stein (Fernsehserie, ZDF, fünf Folgen)[3]
- 1983: ES MUSS NICHT IMMER MORD SEIN - Eine Kerze lang  (Serienepisode, ZDF, Regie: Michael Mackenroth)
- 1983: DER TROTZKOPF (Fernsehserie, Infafilm für BR, 8 Episoden nach den Romanen von Emmy von Rhoden, Regie: Helmuth Ashley)

### Regie
(Quelle: Krimilexikon)
- 1986: Die Höhle des Zeus : der kretische Mythos der Wiedergeburt; ein Film ... über die Grabung von Jannis Sakellarakis (von Kurt W. Oehlschläger und Rudolf Nottebohm, SWF)
- 2004: Olympia - Spiele, Menschen, Emotionen. Vier Filme von Kurt W. Oelschläger, Rudolf Nottebohm und Klaus Gallas
  - Der Wettkampf
  - Die olympische Idee
  - Das Mega-Event
  - Siege. Niederlagen und Rekorde